# Uenobrium piceorubrum
Uenobrium piceorubrum là một loài bọ cánh cứng trong họ Cerambycidae.